# Sant Beado
Sant Beado, de vegades esmentat com a Sant Beat, és una ermita romànica del terme municipal de la Guingueta d'Àneu, a la comarca del Pallars Sobirà. Pertany al territori de l'antic terme d'Unarre.
Està situada allunyada, i enlairada, al nord del terme. És a 1,5 quilòmetres al nord-nord-est del poble de Cerbi, a la part baixa, meridional, de la carena de la Serra Mitjana, que separa les valls del Riu d'Unarre (llevant) i del Torrent de Sant Beado (ponent).
L'accés, únicament a peu, es fa a través d'un corriol que arrenca de les Bordes d'Aurós. Per explicar-ne el seu origen, es va originar la llegenda del sant pelegrí Beat de Cerbi.